# Pedro de Alcántara Álvarez de Toledo y Salm-Salm
Pedro de Alcántara Álvarez de Toledo y Salm-Salm (Madrid, 20 de juliol de 1768 - 27 de novembre de 1841), XIII duc de l'Infantado, IX duc de Pastrana, IX duc d'Estremera, X duc de Francavilla i XII marquès de Távara, entre altres títols nobiliaris, cavaller de la Insigne Orde del Toisó d'Or, va ser un polític i militar espanyol.

Escut del XIII duc de l'Infantado.

## Biografia
Va ser fill del matrimoni entre Pedro de Alcántara Álvarez de Toledo y Silva, XII duc de l'Infantado, i de la princesa Maria Anna Viktoria Wilhelmine zu Salm-Salm, pertanyent a una família de la noblesa del Sacre Imperi Romanogermànic. El fet que el seu pare fos el primer Infantado que va casar amb una estrangera va tenir conseqüències a la seva educació il·lustrada, i que la família passés llargues temporades a París, on va viure també el seva preceptor, el botànic valencià Antonio José Cavanilles.
El seu pare va morir l'1 de juny de 1790 a prop de Frankfurt del Main quan fugia dels camperols que havien assaltat el seu castell després de la Revolució Francesa i als vint-i-dos anys es va convertir en el cap de la Casa de l'Infantado. Durant la seva joventut va mostrar interès per alguns projectes industrials als quals la noblesa il·lustrada espanyola ja no era tan poc inclinada, com la fàbrica de filatures de Torrelavega o el projecte de construcció de canals dels «quatre Grans d'Espanya», en el qual va participar juntament amb els ducs de Medinaceli i Osuna i el marquès d'Astorga.
Va participar en la guerra del Rosselló contra els revolucionaris francesos com a coronel del Regiment de voluntaris de Castella, organitzat a la seva costa en 1793, i en la guerra de les Taronges en 1800. Resultat de la seva participació en la guerra contra la Convenció va ser el seu ascens a brigadier. En 1795 va ser nomenat mariscal de camp i en 1802, tinent general. Era un dels favorits de qui després regnaria com Ferran VII d'Espanya des de la conspiració antigodoyista de 1807 que va desembocar en el procés d'El Escorial. El fiscal Simón de Viegas va demanar per a ell la pena de mort però va resultar absolt en la sentència. Malgrat això, va ser suspès del seu grau militar i Carles IV d'Espanya el va bandejar a Écija.
Després del motí d'Aranjuez, Ferran VII el va nomenar President del Consell de Castella i Coronel cap de la Guàrdia espanyola. Alguns informes de qui havia estat ambaixador de França a Madrid, François de Beauharnais, atribuint-li el lideratge de la resistència espanyola, van posar sota la seva pista a Joachim Murat, que havia arribat a la capital al març de 1808. No obstant això, el duc de l'Infantado va acompanyar al nou rei en el viatge que es va iniciar el 10 d'abril i que va acabar, malgrat el seu consell advers, en les abdicacions de Baiona.
Al seu retorn de França, encara que ho va fer acompanyant Josep I, es va passar al bàndol espanyol, raó per la qual Napoleó Bonaparte va confiscar tots els seus béns mitjançant decret de 12 de novembre de 1808, el que explica que l'emperador utilitzés el seu palau de Chamartín de la Rosa al desembre d'aquest mateix any per instal·lar-se amb el seu Estat Major abans de la capitulació de Madrid.
El duc, nomenat comandant en cap de l'Exèrcit del Centre, va participar en la derrota espanyola a la batalla d'Uclés en 1809, que li va suposar ser rellevat del comandament. Posteriorment, va ser nomenat ambaixador a Londres, càrrec que va exercir fins que les Corts el van designar membre de la Regència de 1812 o del Quintillo, així anomenada en estar formada per cinc persones. Acabada la guerra i retornat el Desitjat, va ser de les poques persones del cercle del monarca que li van exposar les seves reserves respecte a derogar la Constitució de 1812, la primera redactada a Espanya.
Va formar part del govern nomenat per Ferran VII en 1814. Va ser president del Consell de Regència en 1823 i del Govern entre 1825 i 1826. Va morir a Madrid en 1841.
En la seva joventut, sent solter, va tenir un fill i dues filles. En morir, el seu testament va ser impugnat i va donar lloc al judici de testamentària més important de l'època. El seu fill, Manuel Álvarez de Toledo Lasparre Salm-Salm y Valledor, hagut de la seva relació amb Manuela Lasparre Valledor, nascut a Guadalajara en 1805, reconegut pel seu pare i legitimat per Real Rescripte en 1825, va ser XII duc de Pastrana, XIII duc de Francavilla i XIII marquès de Cenete, per cessió, realitzada en 1852, del XI duc de Pastrana, Mariano Téllez-Girón i Beaufort Spontin.

## Títols nobiliaris concedits
XIII duc de l'Infantado, IX duc de Pastrana, IX duc d'Estremera, X duc de Francavilla, XI marquès de Távara, marquès de Santillana, marquès del Cenete, marquès d'Almenara, marquès de Cea, marquès de Campoo,  marquès d'Algecilla, marquès d'Argüeso, comte de Saldaña, comte de Villada, comte del Real de Manzanares i comte del Cid.